# Дадаев, Салман Кадиявович
Дада́ев Салма́н Кадия́вович (род. 18 июля 1979, Махачкала, Дагестанская АССР) — российский государственный и муниципальный деятель. Заместитель префекта Юго-Восточного административного округа города Москвы с 23 декабря 2022 года. Глава муниципального образования город Махачкала (2019—2022). Заслуженный юрист Республики Дагестан.

## Биография
Родился 18 июля 1979 года в Махачкале. По национальности — аварец. После окончания средней общеобразовательной школы, поступил в Дагестанский государственный университет на юридический факультет, который окончил с отличием в 2002 году. Учился в аспирантуре Московского государственного юридического университета.

## Трудовая деятельность
Трудовую карьеру Салман Кадиявович начал в должности юриста 2-й категории юридического отдела ОАО «Сулакэнерго». Далее до 2004 года являлся начальником отдела коммерции и ценных бумаг, начальником юридического отдела ОАО «16-й таксомоторный парк». С июля 2004 года на протяжении шести лет занимал должность ведущего специалиста — юриста управы района Метрогородок города Москвы. В марте 2010 года назначен первым заместителем главы управы района Метрогородок города Москвы по вопросам жилищной политики и жилищно-коммунального хозяйства. Через два года являлся первым заместителем главы управы района Сокольники города Москвы по вопросам экономики, строительства, жилищно-коммунального хозяйства и благоустройства. С сентября 2014 года — первый заместитель главы управы района Хорошёво-Мнёвники города Москвы по вопросам строительства.
С мая 2017 года — глава управы Басманного района города Москвы. Назначен на должность мэром Москвы Сергеем Собяниным.
Глава Республики Дагестан Владимир Васильев 5 декабря 2018 года заявил, что подобрал кандидата на должность мэра Махачкалы. Депутаты городского собрания Махачкалы 31 января 2019 года утвердили Дадаева мэром столицы Дагестана. Член партии «Единая Россия».
28 ноября 2022 года на 25-м заседании депутатов махачкалинского городского собрания, Дадаев заявил, что подал в отставку с поста главы администрации Махачкалы.
23 декабря 2022 года Мэр Москвы Сергей Собянин назначил Салмана Дадаева на должность заместителя префекта Юго-Восточного административного округа Москвы сроком на 5 лет.
На посту мэра Махачкалы Салман Дадаев выступил инициатором создания гастрономического символа Махачкалы — кофейного напитка «Махачкалино».

## Личная жизнь
Женат, воспитывает дочь и двух сыновей.

## Образование
- 2002 — окончил Дагестанский государственный университет по специальности «юриспруденция».
- Учился в аспирантуре Московского государственного юридического университета.